# Бийи (замок)
Бийи (фр. Château de Billy) — средневековый замок в коммуне Бийи, в департаменте Алье, в регионе Овернь — Рона — Альпы, в 14 км к северу от города Виши, Франция. Построен в XIII веке. По своему типу относится к замкам на вершине. Признан историческим памятником Франции.

## История

### Ранний период
Укрепления на высокой известняковой вершине существовали ещё до завоевания Галлии легионами Древнего Рима. Но достоверных сведений о характере построек той эпохи не сохранилось.
Точная дата начала строительства средневекового замка не известна. Но судя по косвенным сведениям, в частности по документам периода завоевания Оверни королём Франции Филиппом II Августом, крепость начали возводить не позднее начала XIII века.
Первыми владельцами замка был Гуго Коломбье. В 1232 года он продал Бийи семье Бурбонов. Здесь обосновался Аршамбо VIII Бурбон (около 1197-1242). Вскоре замок стал резиденцией наместника королевских владений (бейливика).
Бурбоны постепенно расширили размеры своих владений до окраин Оверни. Расположение крепости имело важное стратегическое значение. Это стало очевидно после того, как началось соперничество между родом Бурбонов и могущественными графами Оверни (которые в свою очередь, были вассалами королей Англии и герцогов Аквитании).
Благодаря влиянию Бурбонов и наличию сильных укреплений вокруг замка стал быстро расти город. Бийи стал вторым по значению поселением среди 17, принадлежавших семье. Тем не менее в качестве резиденции для проживания они предпочитали другие замки. Для контроля над окрестными землями в Бийи постоянно находился кастелян с широким кругом полномочий. Он отвечал не только за оборону, но и за сбор налогов, а также мог вершить суд.
Одним из самых известных предводителей гарнизона Бийи был Пьер дю Буа, незаконнорожденный сын герцога Карла I де Бурбона, правившего в Оверни с 1434 по 1456 год. Бастард распоряжался в замке с 1471 по 1488 год. При его власти поселение Бийи, вероятно, достигло своего расцвета. Пьер дю Буа распространил свою юрисдикцию на шестьдесят два прихода и три сеньората. Бийи перешёл стал частью королевского домена после того, как собственность констебля Бурбона было конфискована в 1527 году.

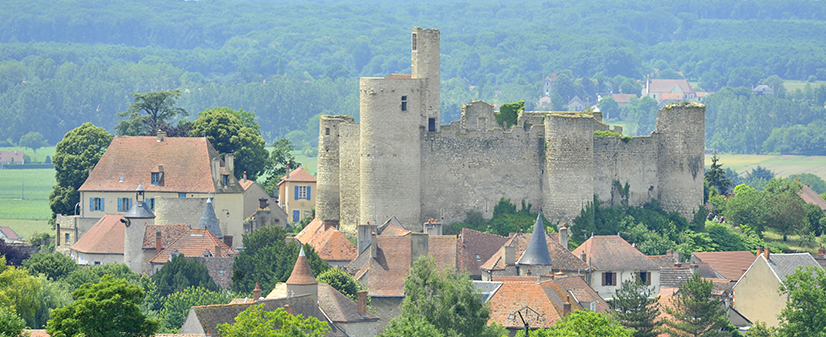
Общий вид замка

### XVI-XVIII века
В эпоху Ренессанса замок стал терять своё военное значение. Без ухода его стены и башни стали постепенно ветшать. Но комплекс не оставался в запустении. Владельцы продолжали его использовать как административный центр и склад.
Всё резко изменилось с началом Религиозных войн. Для католиков крепость стал одним из ключевых фортификационных сооружений региона. В 1576 года Бийи был осаждён армией протестантов под предводительством принца Конде. При поддержке пфальцграфа Иоганна Казимира протестанты смогли захватить замок.
В ходе осады и штурма стены и укрепления получили серьёзные повреждения. С той поры полноценно крепость уже не восстанавливали. Замок перестал быть местом проживания кастеляна.
31 июля 1596 года король Франции Генрих IV, испытывая острую нужду в деньгах, продал Бийи. Новым собственником замка стал Себастьян Заме (1549-1614), итальянский финансист, королевский советник и казначей Марии Медичи.
Позднее собственники замка менялись ещё несколько раз. В третьей четверти XVIII века владельцами Бийи были граф Ив Мурена д'Арфе (скончался в 1807 году) и его супруга Анна-Шарлотта-Майе дю Буйон де Дузон де Понсена. Супруги продали комплекс барону Анн-Леон I де
Монморанси-Фоссё за 200 тысяч фунтов. Представители рода Монмаранси оказались последними частными хозяевами Бийи. В период Французской революции новые власти конфисковали замок и превратили его в тюрьму. В роли места заключения он оставался до перевода заключённых город Кюссе в 1790 году.

### XIX век
В начале XIX века замок потерял уже не только военное значение, но и статус объекта, владельцем которого быть очень престижно. Собственники не могли ни продать его и не хотели тратить деньги на восстановление. Комплекс оказался заброшен и постепенно разрушался. Местные жители растаскивали каменные блоки для собственных строительных нужд.

### XX век
Замок лежал в руинах до тех пор, пока 28 августа 1963 муниципалитет Бийи не выкупил сооружение у семерых потомков последних законных собственников.
В замке были проведены укрепительные работы, предотвратившие дальнейшее разрушение. Башни частично отреставрировали.

## Современное использование
Муниципальные власти используют замок как площадку для проведения фестивалей, городских праздников и концертов.
Экскусрии в замке проводятся с апреля по октябрь. Со смотровых площадок открывается великолепная панорама долины Алье.

## Описание
Скала, на которой был построен замок, возвышается над городом и хороша видна из многих уголков долины. Внешние стены замка почти точно повторяют контуры каменного основания и формируют неровный овал. Внутренний двор имеет диаметр около пятидесяти метров с востока на запад и около сорока метров с севера на юг. Единственные ворота расположены в западной стороне. Перед нимим некогда были укрепления форбурга, расположенного на склоне холма существенно ниже верхних стен.
Кольцевые стены усилены семью крупными башнями. Они служили одновременно складами и казармами для гарнизона. В Средние века во внутреннем дворе вдоль стен имелись многочисленные важные хозяйственные постройки: кузница, пекарня, конюшня и прочие. Об этих зданиях напоминают следы прежних дымоходом, видимые на кольцевой стене с внутренней стороны.
К южной башне была пристроена часовня, от которой сегодня остались только руины. Полукруглая северная башня была превращена в темницу ещё в конце XVI века и в этом качестве использовалась вплоть до Французской революции.

## Галерея

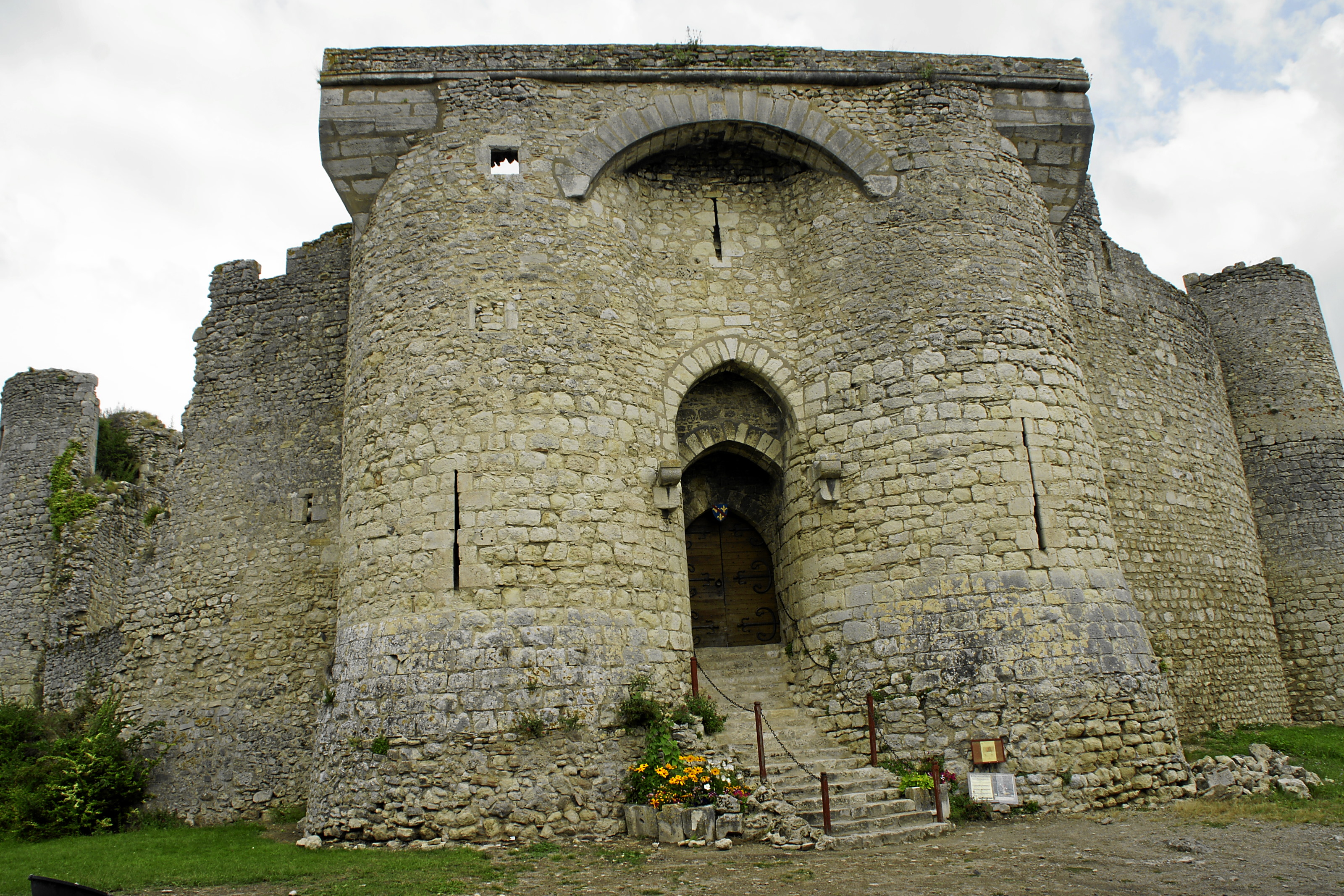
Главный вход в замок
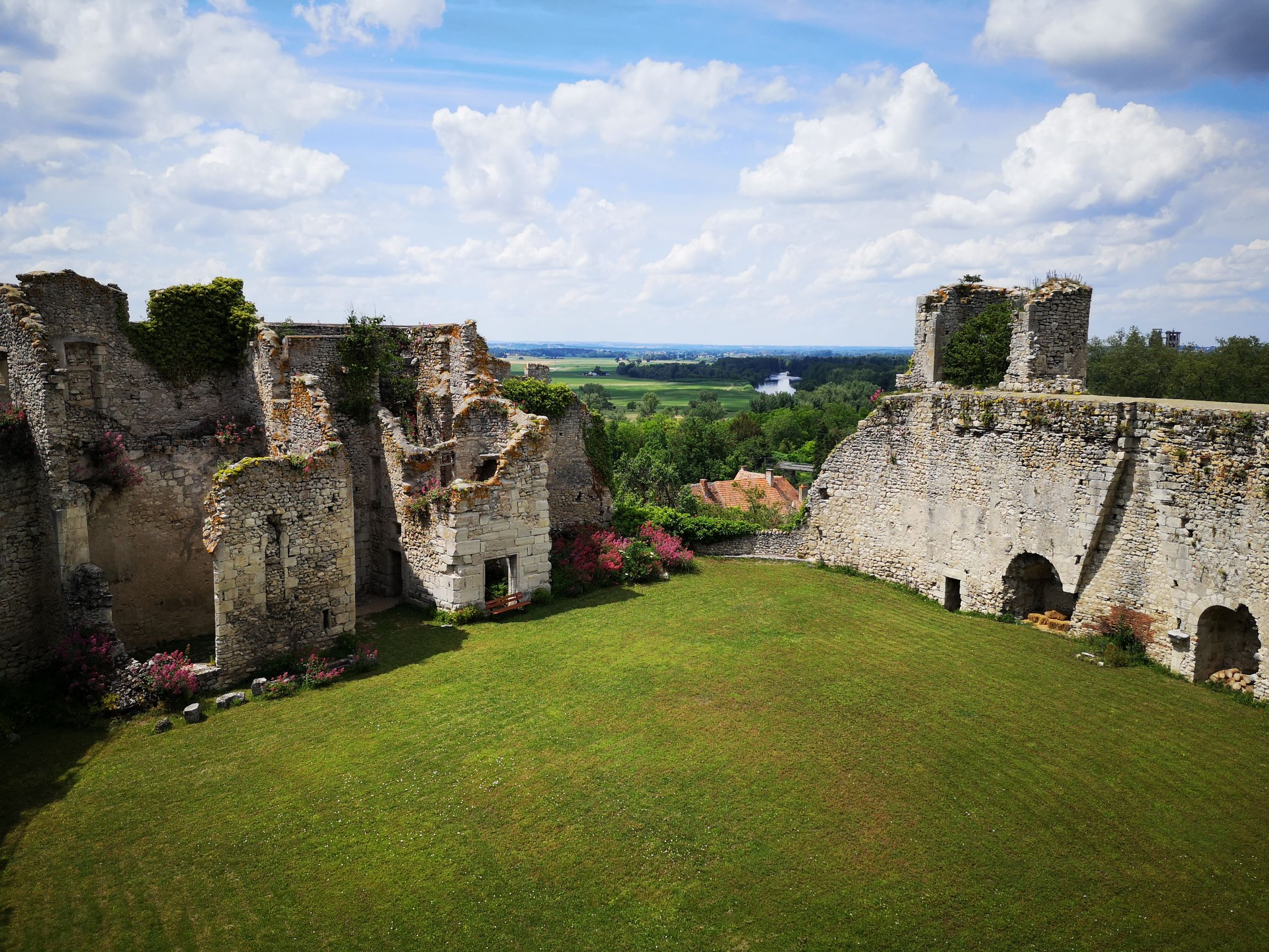
Внутренний двор замка
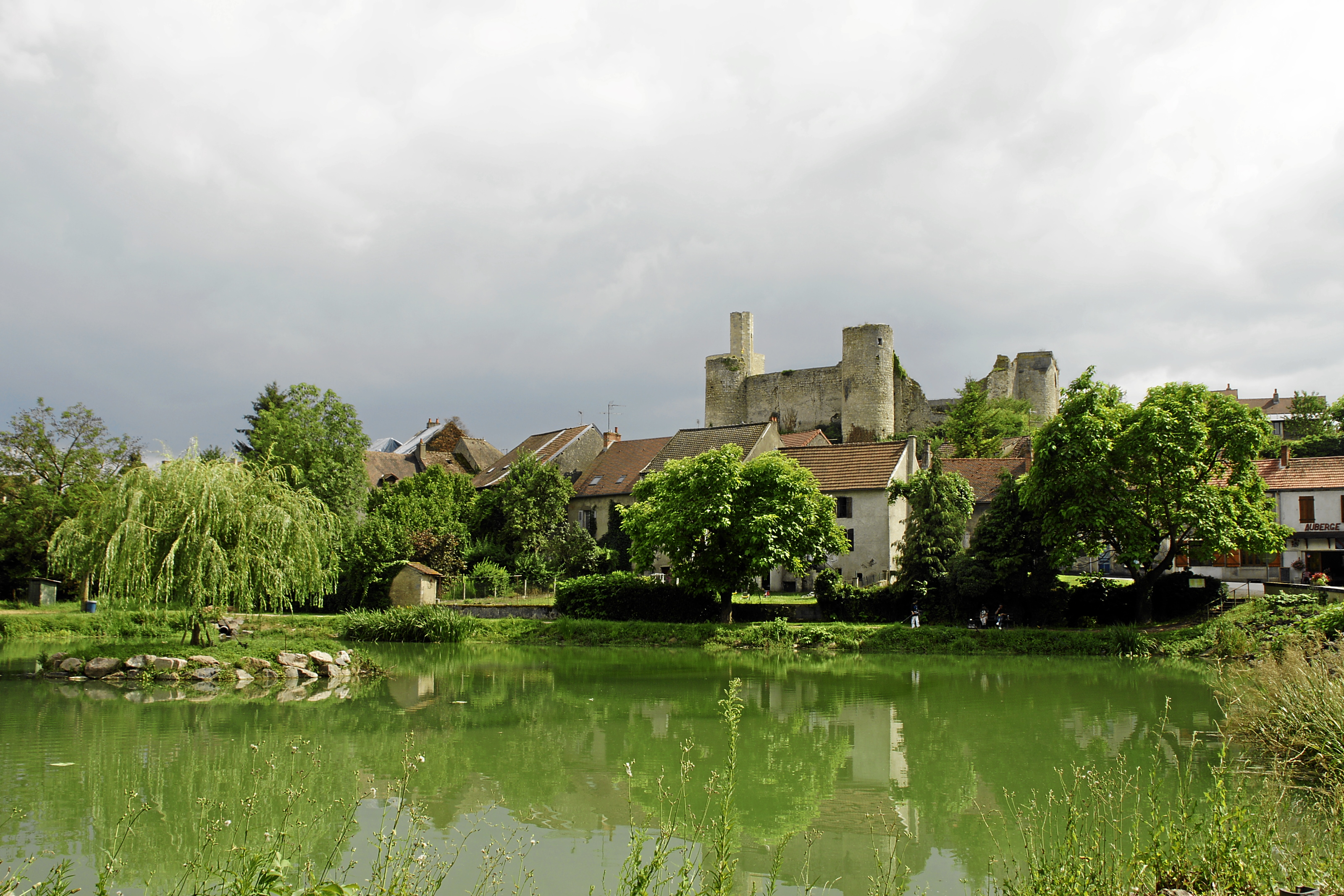
Вид замка со стороны реки
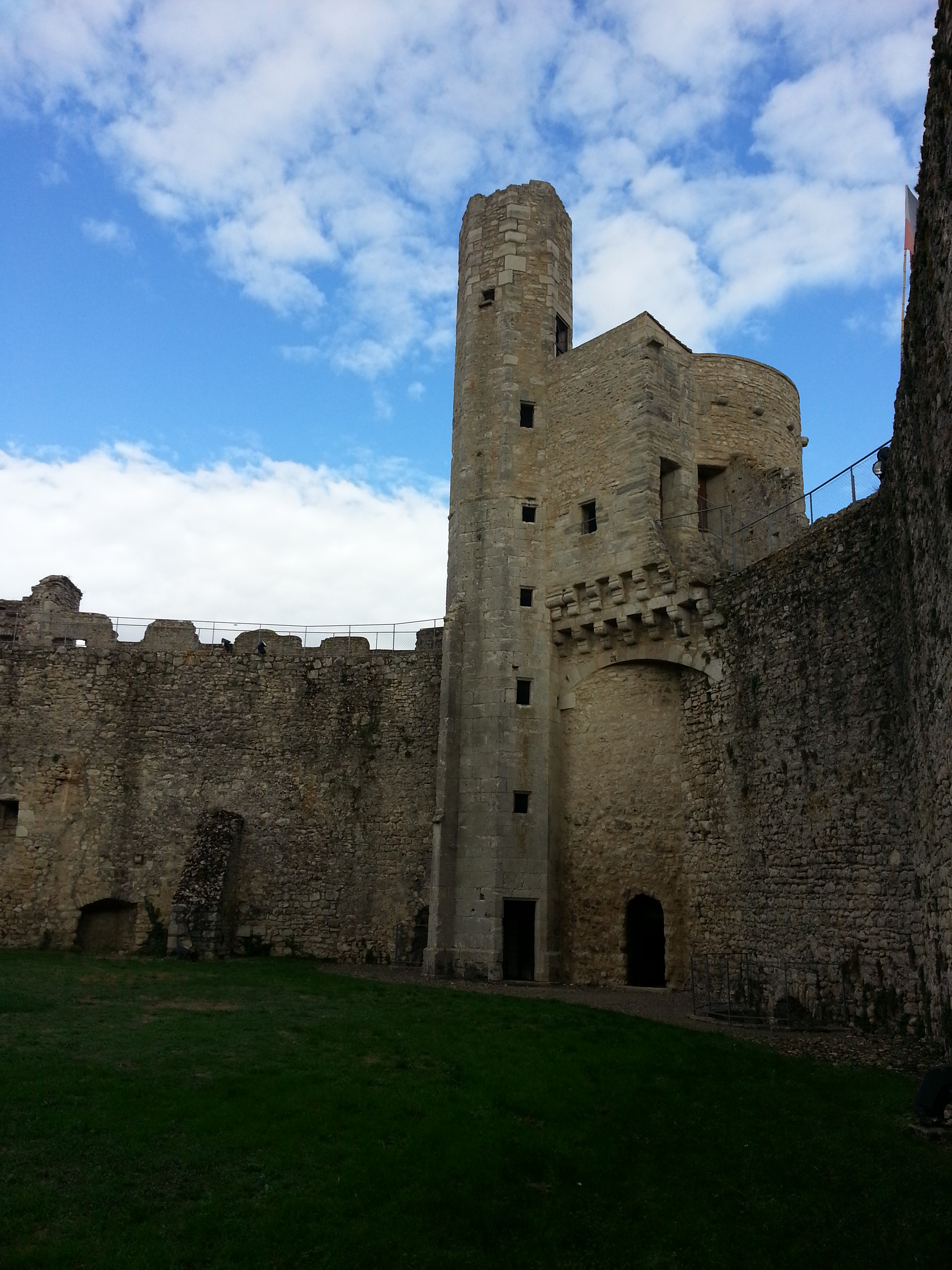
Юго-западная башня со стороны двора
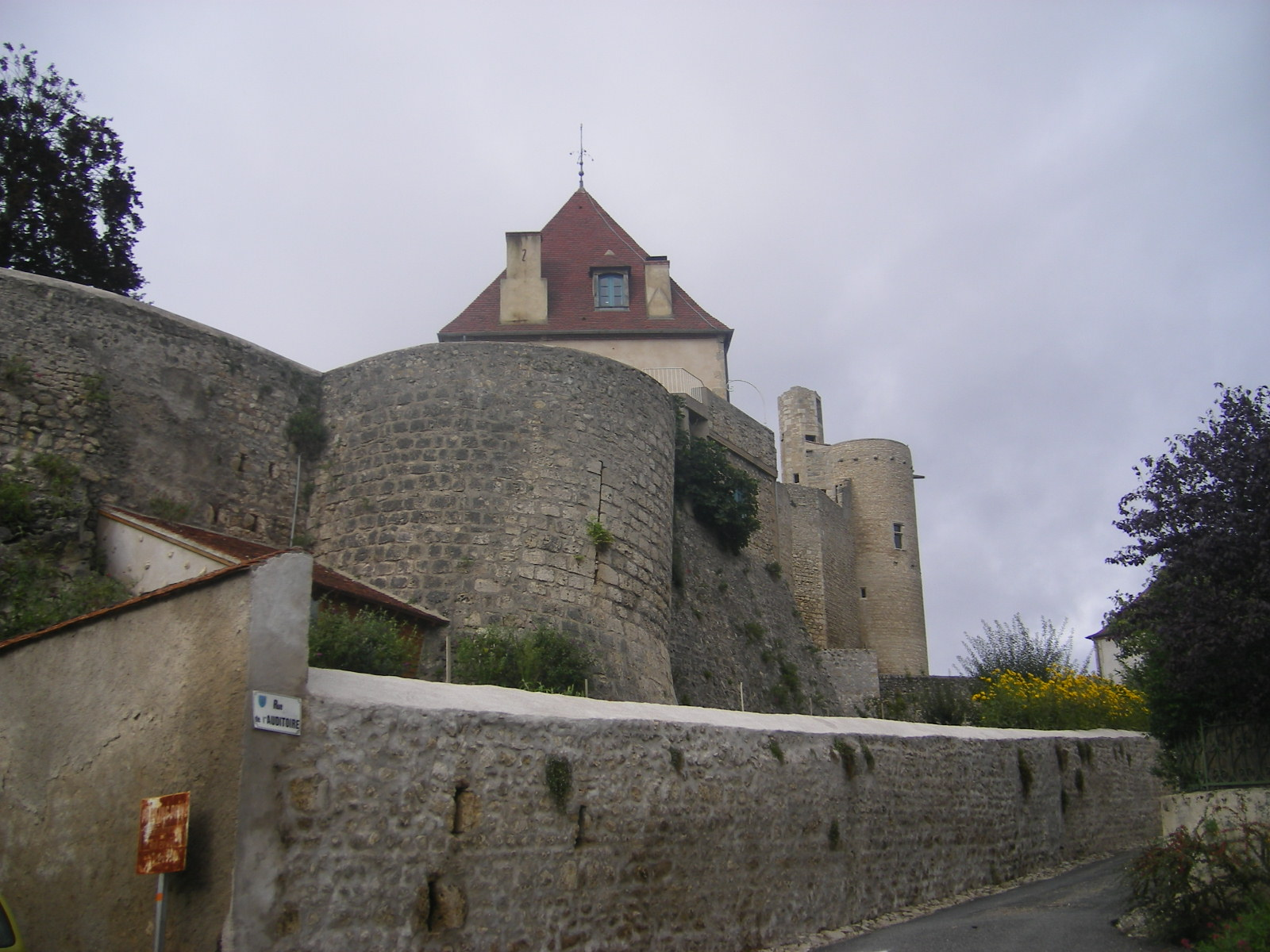
Вид замка с восточной стороны